# Manuel Vicuña
Manuel Vicuña Urrutia (Santiago, 25 de abril de 1970) es un historiador y ensayista chileno.

## Biografía
Obtuvo el grado académico de licenciado en historia en la Universidad Finis Terrae en 1993 y el de doctor en historia en la Universidad de Cambridge (Inglaterra).
Ha sido investigador del Museo Histórico Nacional y del Centro Diego Barros Arana de la Biblioteca Nacional de Chile. Ha sido profesor de la Universidad Alberto Hurtado, donde inauguró y dirigió la Escuela de Historia, y decano de la Facultad de Ciencias Sociales e Historia de la Diego Portales desde enero de 2006. En 2019 se convirtió, además, en director del Centro para las Humanidades de esta última universidad. 
A la par de su trabajo académico, ha sido columnista de distintos medios de prensa (como el diario La Tercera y la revista Capital) y ha participado en proyectos audiovisuales, donde destacó en la conducción, junto con el actor Francisco Melo, del programa Algo habrán hecho por la historia de Chile, emitido por TVN en 2010. 
Originalmente autor de ensayos inscritos en el campo de la historia cultural, con el tiempo sus libros se han ido desplazando al terreno de la literatura de no-ficción, agrupando en un mismo texto géneros distintos, como el ensayo, la crónica y el perfil.

## Obras
- La imagen del desierto de Atacama (XVI-XIX): Del espacio de la disuasión al territorio de los desafíos, 1995
- París americano. La oligarquía chilena como actor urbano en el siglo XIX, 1996
- La belle époque chilena. Alta sociedad y mujeres de elite en el cambio de siglo, 2001
- Historia del siglo XX chileno, en coautoría, 2001
- Hombres de palabras. Oradores, tribunos y predicadores, 2003
- Voces de ultratumba. Historia del espiritismo en Chile, 2006
- Un juez en los infiernos. Benjamín Vicuña Mackenna, 2009
- Fuera de campo. Retratos de escritores chilenos, 2014
- Reconstitución de escena, 2016
- Barridos por el viento. Historias del Fin del Mundo, 2020

## Premios
- Premio Mejores Obras Literarias Publicadas 2004 por Hombres de palabras. Oradores, tribunos y predicadores (Consejo Nacional del Libro y la Lectura)
- Premio Mejores Obras Literarias Publicadas 2010 por Un juez en los infiernos. Benjamín Vicuña Mackenna (Consejo Nacional del Libro y la Lectura)[3]